# الولاية التاريخية الخامسة
الولاية التاريخية الخامسة من أهم وأكبر الولايات التاريخية في الثورة التحريرية الجزائرية ونظرا لوقوعها بجانب حدود المملكة المغربية كانت الولاية أهم ممون للسلاح من المملكة بفضل نشاط ممجموعة مسعود زوغار المدعو رشيد كازا.

## جغرافيا
شغلت الولاية الخامسة كل مناطق القطاع الوهراني أي من ولاية غليزان شرقا لغاية الحدود المغربية ومن والساحل شمالا لغاية آفلو و الجزء الغربي من ولاية الأغواط وجبال القصور وحتى بشار جنوبا وتتميز بتنوع التضاريس من جبالالونشريس الظهرة بني شقران كسال ر وسهول مثل سهل مينا سهل هبرة ومن صحاري وتلالوحتى الغطاء النباتي من غابات وأراضي مزروعة تابعة للكولون

## تركيبة السكان
تتميز التركيبة السكانية للولاية بغلبة اللسان العربي الدارج بإستثناء الشلحة القطنينن ببني سنوس وجبال القصور ويتركز الأوروبيون خاصة ذوي الأصول الإسبانية بقوة بمدن وهران- سيدي بلعباس - مستغانم - معسكر - تلمسان - غليزان - سيق - المحمدية -عين تموشنت -تيارت وكل هذه المدن تتميز بخصبة الأراضي وجودتها وإستغلها المستعمر لصالحه.

## تاريخ
قبل اندلاع ثورة التحرير كان ثوار الولاية الخامسة قد أدوا اليمين في 15 أوت 1954 وهذا بإحدى المزارع قرب قرية سالوسيان ثم تلتها إجتماعات سرية كانت تقام في الأماكن المنعزلة والمهجورة مثل المقابر في ليلة يوم الأحد 31 أكتوبر 1954 تم عقد اجتماع لقادة المناطق للولاية الخامسة وخصص هذا الاجتماع لتوزيع المهام وتقسيم الأفواج وكلف الشهيد أحمد زبانة بالقيادة الأولى كانت مهمته الهجوم على مطار طافراوي بمساعدة حمو بوتليليس العيشوبي، محمد فاتح، عبد الله بن عربة، محي الدين فرطاس، محمد فيزي، صالح مشراوي، محمد عمر البرجي.
بينما كان الفوج الثاني بقيادة علي شريف شريط وكان هدفه ضرب ثكنة عسكرية في الكمين بمساعدة درار مفتاح محمد برابح عبد القادر بودنيا بوعلام الشيخ علي جيلالي بوعبد الله عيساوي رابح عفان بلخير مشري عبد القادر جبور معمر بلحاج الهواري نميش بختي كبداني ميلود وطلب من باقي الأفواج العسكرية الحفاظ على جاهزيتها لتكليفها بمهام عسكرية لما تتطلب الظروف ذلك وعند الساعة المحددة كان الشهيد محمد العربي بن مهيدي ومساعدية على موعد مع التاريخ حيث انطلق الجميع في حملة عسكرية بعزم وثبات فقامت فرقة من المجاهدين بمهاجمة حارس غابة «مارادو» سابقا فقتلوه وقامت فرقة أخرى بقيادة الشهيد بن عبد المالك رمضان بمهاجمة عدة مراكز لحراس الغابات.

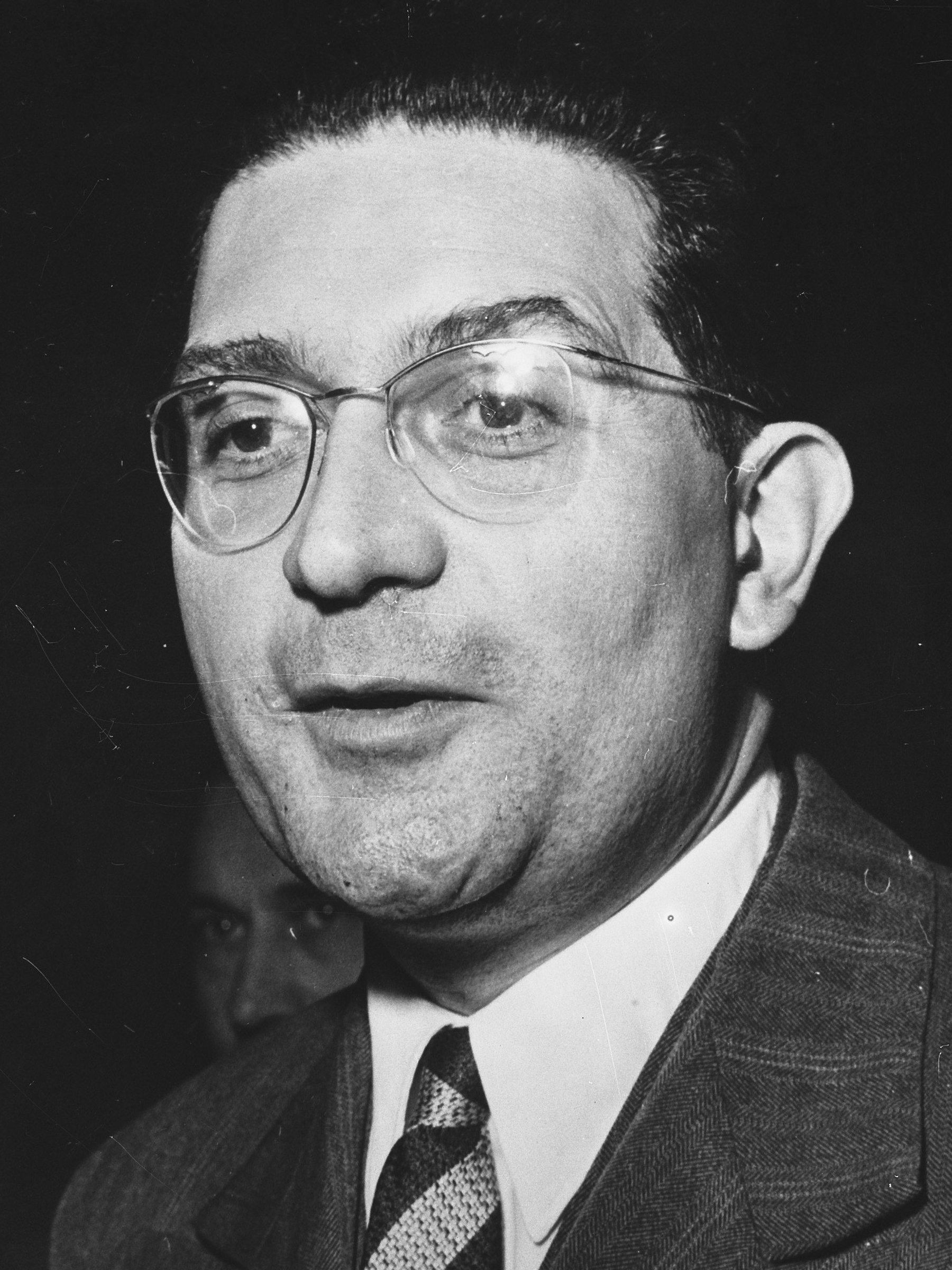
جاك سوستيل

ولعل أببرز حدث شهدته المنطقة في الثورة التحريرة وهي أنطلاقها قبل منتصف الليل أي على الساعة 22:30 31 اكتوبر1954 وسقوط أول فرنسي في ليلة أول نوفمبر Laurent François بالمنطقة الرابعة وبالضبط سيدي علي وأشرف على العملية الشهيد بن عبد المالك رمضان الذي أستشهد 04 نوفمبر 1954 ويعد بذلك أول شهيد.
وفي ويلبيس هاجموا مزرعة المعمر «مونسونيغو» والمولد الكهربائي وذلك شرق مستغانم منطقة كاسان سيدي علي حاليا هاجموا مراكز الدرك واستمرت هاته العمليات في الغرب
الجزائري تحت قيادة الشهيد محمد العربي بن مهيدي بمساعدة الفذائيين سياسيا وعسكريا فقامت مجموعة من المجاهدين بنصب كمين للقوات الفرنسية وذلك في 8 نوفمبر 1954 بحي سيدي الهواري بوهران وإستشهد خلال هذه العملية الشهيد عبد القادر إبراهيمي وألقي القبض على الشهيد إسماعيل الصايم والشهيد محمد مشراوي ولقد قامت فرق أخرى بشن هجوم على مراكز الدرك بعين تموشنت بقيادة المجاهد فرطاس محمد.
ونظرا لقوة عمليات الثورة في الولاية الخامسة أراد جاك سوستيل فرض على مدينتي مغنية وسبدو نفس حالة الطوارئ التي كانت مفروضة على الشرق الجزائري فقد ورد في البرقية التي تحمل رقم 0086 والتي وجهها إلى القائد الأعلى للجيوش الفرنسية العامة في الجزائر وأكد من خلالها موافقته على فرض حالة الطوارئ وتمديدها إلى مدينتي مغنية وسبدو وعلى الحدود المغربية مثلما هو حاصل في عمالة قسنطينة

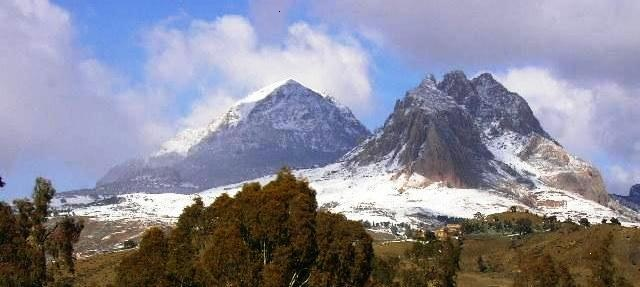
جبال الونشريس

في يوم الأحد أكتوبر 1955 يوم إنتفاضة عسكرية تكون عامة في منطقة الغرب الجزائري وتقرر العمل العسكري في إطار تحديد الأهداف المشتركة في الجزائر والمغرب وفي شهر أكتوبر 1955 إزدادت العمليات العسكرية في الولاية الخامسة كما كان يريدها الشهيد محمد العربي بن مهيدي فوقعت العديد من الهجومات على الثكنة العسكرية والمراكز الإستعمارية في مناطق الولاية الخامسة مثل عمي موسى فرندة، عين الحجر، تلمسان، البيض، الرمشي، العامرية تارقة، سيد علي، سيڤ، تغنيف، السوقر، المهدية، بوقيراط، حمام بوحجر، تلاغ، رأس الماء، مازونة وحققت هاته الهجومات إنتصارات معتبرة كانت لها صداها وتأثيرها البالغ وكثرت حركة عصيان الجنود ورفضهم الذهاب إلى جبهات القتال في الجزائر فتمردوا في طولون وروان ورفضوا الذهاب إلى ما سموه الموت الأحمر بالمقابل بدأ الجزائريين ينظمون جيش وجبهة التحرير الوطني وبهذا كثرت أعدادهم مما أدى الشهيد محمد العربي بن مهيدي إلى إعادة تنظيم وهيكلة الولاية الخامسة من جديد لهذا الغرض عقدت القيادة العامة إجتماعا في أفريل 1955 بمدينة وهران تقرر فيه إستحداث مناطق عين الصفراء، المشرية، آفلو، بشار، الأغواط، غرداية، متليلي تيميمون، القنادسة، العبادلة، رڤان، فنوغيل، أدرار تقرر في هذا الاجتماع القيام بهجومات عسكرية ضد العدو في 8 ماي 1955 بمناسبة الذكرى العاشرة لمجازر 8 ماي 1945، كذلك تضامنا مع ضحايا القمع العسكري الذي تعرض له الجزائريون على إثر هجومات الشمال القسنطيني، إذ تقرر إشراك 1900 مجاهدا فإنطلقوا إلى مزارع المعمرين فخربوا 72 مزرعة ومراكز العدو بمناطق الولاية الخامسة فأحدثوا رعبا وخوفا في نفوس المعمرين مما دفع بهم إلى هجر مزارعهم والشيء الذي يوضح نجاح وإتساع هذه العمليات هو المذكرة التي قدمها وفد الثورة في القاهرة فلقد بينت حصيلة العمل العسكري للثورة مابين 1 أكتوبر 1955 إلى غاية 30 ديسمبر 1956 وخاصة الولاية الخامسة إستملت على قتل 45 ضابطا، 70 ضابط صف و243 من أعوان الشرطة 151 أعوان الدرك 338 من المعمرين والاستيلاء على 310 قطعة سلاح وإتلاف 90 سيارة وقتل 320 خائن و140 عامل مدني بالشرطة.
أما عن جيش وجبهة التحرير الوطني فقد 150 مجاهد 193 سجينا 492 قتيل من المدنيين وفقدان 10 بندقيات و5 رشاشات تومي ورشاش يون وفي خضم هذه العمليات الواسعة إستعصى على فرنسا قمع الثورة مما أرغمها على الدخول في لقاءات سرية مع جبهة التحرير الوطني وهذا مثل فيفري 1956 ولقد إشترطت فرنسا وقف إطلاق النار للتفا للتفاوض.

### سفينة دينا

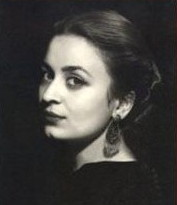
الملكة الأردنية الهاشمية دينا

في يوم 29 مارس 1955، وصلت سفينة «دينا» الأردنية والتي تكفلت بها العائلة الملكية الهاشمية  القادمة من مدينة الإسكندرية المصرية إلى عرض بحر أولاد بوعرفة، في المغرب على بعد 12 كلم شرقا من مدينة الناظور المغربية ، حيث كانت محملة بصناديق مملوءة بالأسلحة والذخيرة، تحدث المجاهد بكاي عبد الله، المدعو سي بن أحمد، عن هذه المهمة قائلا: «وصلت الباخرة إلى أحد شواطئ المغرب الشقيق، ومن بين الذين تفاوضوا مع رؤساء الدول الصديقة لإرسال هذه الأسلحة؛ الأخ أحمد بن بلة وبوضياف محمد والإخوان الذين كانوا رفقتهم في الخارج، أما الإخوة الذين كانوا على متن الباخرة فهم؛ الأخ الهواري بومدين، الأخ بسيف عبد القادر من ناحية بني مسهل بالقرب من مدينة ندرومة والأخ سي صديق من ناحية القبائل»

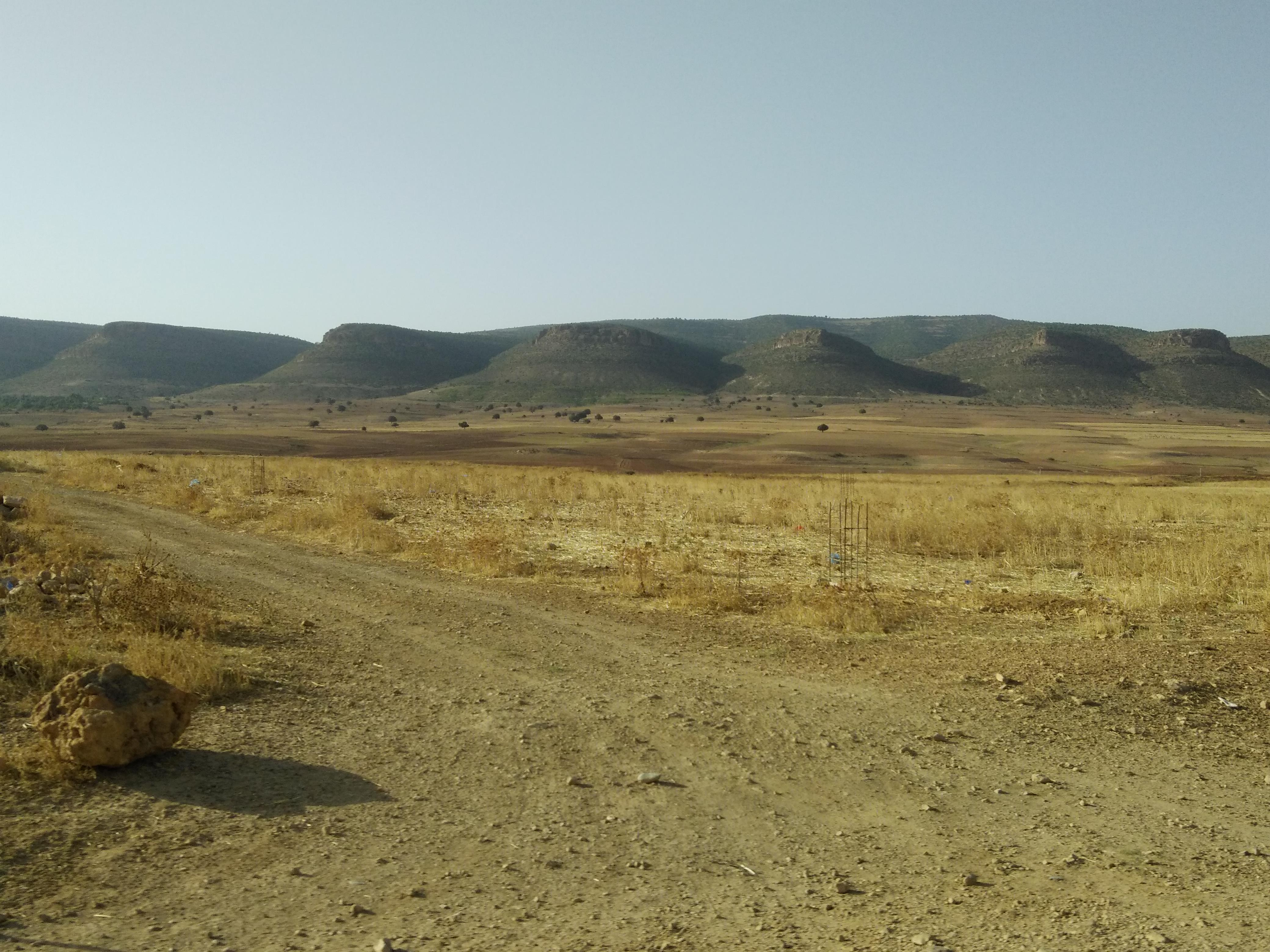
سلسلة جبال الأطلس الصحراوي، سبدو ، الجزائر

وكان في استقبال هذه الباخرة 17 مجاهدا من مدينة الغزوات، كلهم في استعداد تام لخوض هذه المغامرة الصعبة التي تتمثل في نقل هذه الحمولة من مدينة الناضور إلى مدينة الغزوات. ورغم صعوبة المهمة، تمكن هؤلاء الرجال من تفريغ أكثر من 16,5 طنا من الأسلحة ونقلها عن طريق السباحة والاستعانة بزورق صغير إلى شاطئ أولاد بوعرف، وكان في المكان؛ شيبان أعمر والطالب عبد الوهاب يقومان بإدارة العملية، ويتكون هذا الفوج القادم من مدينة الغزوات من رجال معدين، مجهزين ومدربين على السباحة والغطس والغوص في عمق البحر، ورغم هيجان البحر وعاصفة الرياح وبرودة الماء، فقد تمكن هؤلاء الأبطال من وضع آخر صندوق على الشاطئ، حيث يذكر أحد المجاهدين «سايح سليمان» أسماء أولائك الذين قاموا بالعملية وهم كالآتي: سايح سليمان، موفق موسى، بكاي عبد الله، المدعو سي بن أحمد، مزور بن علي، مزور عبد القادر، بوجنان أحمد المدعو سي عباس، حمدون عكاشة، مقدم أحمد المدعو الغالي، موفق عبد القادر وموفق أحمد، ومن عائلة العيدوني؛ عمر، صالح، مختار، وأحمد المدعو سي دريس، إذ جمعت لهم أكياس من الخيش وحبال طولها ثلاثة أمتار، وأحذية رياضية قماشية وزعت على كل واحد منهم، وزودهم بهذه الأدوات؛ المجاهد بعوش محمد المدعـو «سي الطاهر» الذي ذكر وقائع التحضير للقيام بعملية نقل السلاح من المغرب إلى الغزوات
قرر مسؤولو المنطقة أن يعقدوا اجتماعا سريا يرأسه سي العربي بن مهيدي، بحضور كل من فرطاس، بصوف، سايح ميسوم، بعوش محمد، براق محمد، بكاي عبد الله ومستغانمي أحمد، أخبرهم عن وقت وصول الأسلحة والذخيرة وطلب منهم أن يشرعوا في التحضير للعملية والتخطيط لها، كانت مهمته تحضير العتاد اللازم المتكون من أكياس الخيش وحبال وأحذية رياضية قماشية، خزّنها في دكان والده الذي كان تاجرا للقماش، لمغالطة العدو وجعله يضن أن تلك اللوازم سلعة للمتاجرة.

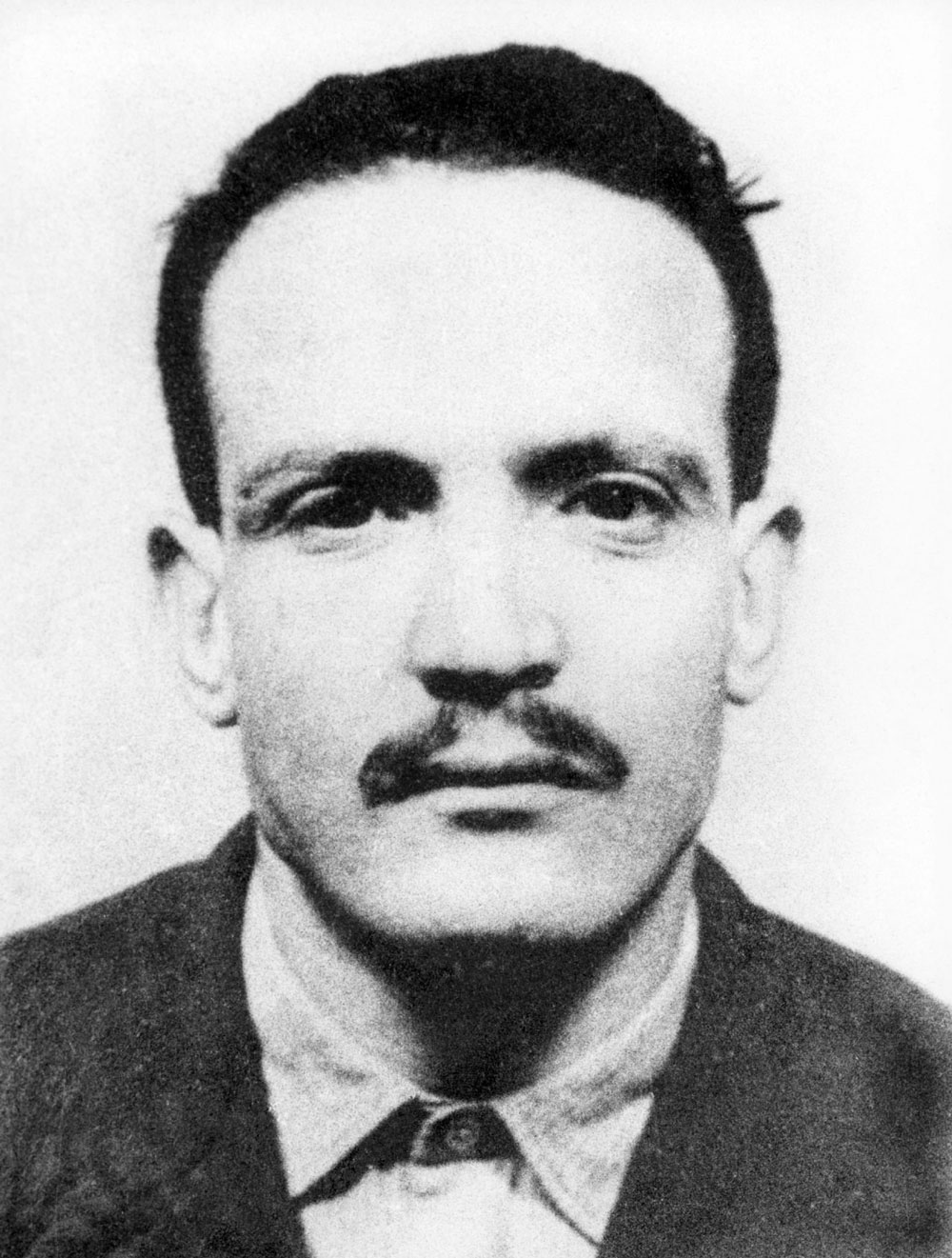
الشهيد العقيد العربي بن مهيدي

حيث كانت نقطة انطلاقهم من قرية السفرة، مرورا بوادي الثلاثة، ثم الصبابنة، لانتظار الجماعة القادمة من الغزوات، وعند اللقاء، توجه الجميع إلى ناحية وادي كيس ليلا للعبور وقطع الحدود الجزائرية المغربية في اتجاه قرية أولاد بوعرفة، ثم البقاء بها لمدة عشرة أيام، مختبئين لا يظهرون إلا ليلا، لاجتناب الظن والشبهات من طرف سكان المنطقة، نُقلت كل الحمولة المستوردة على ظهور الحمير والبغال، ورجعوا بها إلى مدينة الغزوات، حيث كانت المسالك وعرة جدا، خصوصا عند عبور وادي مولويا الذي يبلغ عرضه ستون مترا، ثم انتظار الفترة المسائية لاستئناف سيرهم نحو الغزوات، وعندما اقتربت الجماعة من الوصول، انقسم الفوج إلى فوجين؛ فمنهم من ذهب إلى قرية السفرة ومنهم من اتجه إلى قرية الدراوش وأولاد علي، حيث عليهم إثبات حضورهم بالمنطقة، كالمعتاد، وهكذا انتهت مهمة نقل الأسلحة والذخيرة من مدينة الناظور المغربية إلى مدينة الغزوات الجزائرية، بمساعدة بعض الإخوة المغاربة ، لتبدأ مهمة أخرى تقوم بها جماعة أخرى، وهي توزيع السلاح، وقد كان لوصول هذه الشحنة من الأسلحة إلى المنطقة الغربية دورهام في تنشيط الكفاح المسلح بهذه المنطقة التي شهدت تأخرا في الانطلاقة، نظرا لقلتها 
بعد مؤتمر الصومام 1956 قسمت الجزائر لـ7 ولايات تاريخية 6 في الداخل والاخرى بفرنسا. ونظرا لموقعها الجغرافي ساهمت الولاية في التنسيق مع الولايات التاريخية الأخرى وكانت المقر الخلفي لجماعة وجدة التاريخية التي كانت مستقرة في اراضي المغربية خلف حدود جزائرية ة التي لعبت دورا حاسما في الثورة التحريرية وقامت بي استقبال الأسلحة وتهريبها عبر الحدود المغربية وكذلك التنسيق مع الجزائريين المستقرين في المملكة المغربية.

## تقسيمات الولاية الخامسة
قسمت لـ 8 مناطق وهي:
1. منطقة الأولى: ولاية تلمسان
2. المنطقة الثانية: مغنية إلى غاية الحدود المغربية
3. المنطقة الثالثة: ولاية البيض، سبدو
4. المنطقة الرابعة: ولاية وهران-ولاية مستغانم - ولاية غليزان.[9]
5. المنطقة الخامسة: ولاية سيدي بلعباس.
6. المنطقة السادسة: ولاية سعيدة ومعسكر
7. المنطقة السابعة: ولاية تيارت
8. المنطقة الثامنة: ولاية بشار، آفلو، عين الصفراء

## معارك[10]
نظرا لشساعة المنطقة وتميزها أنها مكشوفة للعدو وقلة السكان مقارنة مع الولاية الأولى والثانية والثالث إلا أنها كانت لديها ضربات قوية جدا وكانت لوابو عبور الأسلحة من المغرب لمختلف باقي الولايات ولهذا الامر قام الإستعمار بتشييد خطي شال وموريس
1. معركة عين الصفرا
2. معركة فلاوسن
3. معركة جبل مناور
4. معركة جبل كسال
5. معركة اللوز
6. معركة آفلو
7. معركة بلغافرنم
8. معركة تكفرت
9. معركة الغوالم
10. معركة غار بوجليدة
11. معركة الصليب بجبل عصفور- بني بوسعيد
12. معركة بوسدرة بين بني بوسعيد و سيدي مجاهد
13. معركة فوغال بجبل عصفور الواقعة على الطريق بين الزوية و العابد

## عمليات
1. 1227 عملية إستهدفت القوات الإستعمارية
2. 142 إشتباك مع العدو
3. 300 هجوم على مركز العدو
4. 87 كمين
5. 165 عملية تصفية خونة

## قادة الولاية الخامسة
1. العربي بن مهيدي
2. عبد الحفيظ بوصوف
3. الهواري بومدين
4. بن علي بودغن العقيد لطفي [11]
5. بن حدو بوحجر الملقب سي عثمان